# Intelligens
Intelligens (av latin intellego, att förstå, begripa, inse, avgöra), mental förmåga; förmågan att utifrån givna grunder avsiktligt utveckla sitt tänkande. Till intelligensen räknas vanligen förmågorna att resonera, planera, lösa problem, associera, tänka abstrakt, förstå idéer och språk, komplicerade orsakssammanhang samt förmågan till inlärning. 
Inom psykologin skiljer man på bland annat intelligens och kreativitet, men i vardagsspråk får ordet intelligens ofta en mycket bred betydelse. I olika tider, samhällen och grupper har intelligens definierats på olika sätt. En individs intelligens, liksom de flesta personliga egenskaper, bestäms utifrån en kombination av arv och miljö.

## Mätningar av intelligens
För att få ett numeriskt värde på en persons intelligens används normerade och standardiserade intelligenstest. Poängen från dessa test är jämförelser med en normeringsgrupp. Poängresultatet jämförs med vad andra personer i samma ålder (normgruppen). Prestationerna inom normgruppen varierar och man kan alltså placera in testpersonen i denna variation. 
En vanlig skala som används för mätningar är så kallad intelligenskvot eller IQ, trots att man inte längre beräknar denna som en kvot. Kvotberäkning användes förr, när det uppmätta resultatet hos testpersonen enkelt dividerades med normgruppens medelvärde och sedan multiplicerades med 100, det vill säga personens resultat har en motsvarighet i någon åldersgrupps medelvärde och värdet kan översättas till en mental ålder. Denna ålder dividerad med kronologisk ålder, multiplicerad med 100, är intelligenskvoten. 
Det finns flera olika typer av intelligenstest, och en och samma individ kan uppnå varierande resultat vilket innebär en utmaning för testens trovärdighet. Hur intelligenstest bör utformas, vad de ska mäta och hur de individuella resultaten ska bedömas är en kontroversiell fråga inom psykologin och ibland även en ideologisk fråga. De flesta är dock överens om att instrumenten är trubbiga och alla mäter mindre delar av allt det som vi kallar intelligens. Exempelvis mäts inte emotionell intelligenskvot (EQ) och inte heller den typ av anpassningsbar och situationsbunden intelligens som förknippas med rationalitet.

## Intelligensbegreppet i historien
Den grekiske filosofen Aristoteles intresserade sig för fenomenet intelligens och fastslog att man kan skilja mellan logiskt tänkande och språklig förmåga, logos å ena sidan och kunskap, episteme  å den andra. Skolastikerna tog senare upp Aristoteles definition och utvecklade den i kristen tolkning. Thomas av Aquino fokuserade på aktivt och passivt intellekt, vilket han förstod som två olika medvetandeformer som delvis var medfödda idéer och delvis universella begrepp. Under upplysningstiden för vilken John Locke och Immanuel Kant var två framstående representanter, förändrades intelligensbegreppet och man skilde mellan 'förnuft' och 'kunskap', återigen med en koppling till Aristoteles, men med en mindre religiös tolkning än skolastikerna. Nämnas bör i synnerhet Immanuel Kants begreppspar om kunskap a priori respektive a posteriori (förnufts- respektive erfarenhetsmässig kunskap). Under denna tid började man även skilja mellan intellekt och intelligens. Intellektet kunde enligt 1800-talsfilosofen Arthur Schopenhauer styras av viljan, medan intelligensen är individens, av naturen, medfödda förmåga. 
Begreppet intelligens användes i äldre språkbruk för att beteckna ett väsen med tankeförmåga, vanligen avseende människan, varigenom den latinska benämningen Homo sapiens tillkommit som på latin betyder ungefär "den tänkande människan".

## Intelligensbegreppet under senare tid
Alfred Binet (1857–1911) var en fransk psykolog och forskare som försökte utveckla ett mätinstrument för intelligens. I hans arbete uppkom försök att skapa standarder, den första kallad Binet-Simon-skalan (1905). Skalan visa vilken nivå på begåvningsstegen som testindividen placerade sig. Denna standard kom att revideras fler gånger, ända in på 1960-talet. 
"Intelligence Quotient" blev därefter, genom William Stern, en vedertagen benämning för uppmätt intelligens. (Ordet kvot (quotient) kommer av att William Stern främst studerade barn och delade resultaten av testen med barnens ålder för att så bestämma begåvningsgraden.) Senare forskare har reviderat William Sterns metod och definition av intelligens, och det finns idag flera konkurrerande begrepp och mätinstrument. IQ som begrepp eller ord i talspråket är därför inte alldeles oproblematiskt, då de test som används för att uppmäta IQ baseras på olika intelligensteorier. 
Under 1900-talet var studiet av ärftliga mekanismer bakom intelligens mycket populärt, framför allt - men inte uteslutande - inom den rasbiologiska forskningen. Idag menar forskare i allmänhet att intelligens beror på både arv och miljö och att intelligensen påverkas positivt av utbildning.
Medelvärdet i västvärlden har ökat med 15 IQ-poäng (eller en hel standardavvikelse) de senaste femtio åren, vilket brukar kallas Flynn-effekten. Detta beror troligen på samhällets ökade fokus på abstrakt tänkande och förbättrat näringsintag i en allmänt förbättrad levnadsstandard. Föroreningar i miljön kan påverka intelligensen och andra högre mentala funktioner negativt. Huruvida detta påverkar en stor andel av befolkningen i den industrialiserade världen eller endast drabbar ett mindre antal som lever i miljöer med mycket höga halter av exempelvis bly är inte helt klarlagt. I en studie från 2022 beräknades att blyförgiftning från bilavgaser (genom blyhaltig bensin) hade påverkat 170 miljoner amerikaner negativt genom att beröva dem 824 miljoner IQ-poäng sammanlagt. Detta menade författarna berodde på att bly leder till ett snabbare åldrande, en sämre hjärnutveckling och lägre kognitiva förmågor.
Dessa saker kan dock inte helt förklara Flynn-effekten. Analyser av stora mängder testresultat visar att det inte bara är den sämst presterande gruppen som klarar testen bättre, utan att det finns förbättringar över hela spannet. De inre relationerna i detta hänseende mellan delgrupperna är föga känt. 

## Intelligensteorier
Baserat på Alfred Binets arbete gjordes flera försök att standardisera intelligenstester och som grund för vidare forskning inom området utvecklades ett antal teorier. 
Det finns följande teorier:
- Psykometrisk teori
- Piagettraditionen
- Kultur-ekologisk tradition
- Den pedagogiska modellen

En för flera teorier central tanke är att det finns en för alla mänskliga uttrycksformer gemensam underliggande faktor, "intelligens", det Charles Spearman (1904 m fl) kallar för en g-faktor. Det är delvis i opposition mot detta Gardner gjort sina formuleringar (se nedan). Man bör komma ihåg att denna g-faktor - den underliggande intelligensen - i sig inte är observerbar utan endast kommer till uttryck i olika aktiviteter. Det är också av detta skäl man ursprungligen började göra korrelationsanalyser av testdata.
Man fann inte bara att det fanns en viss samvariation, om än liten, utan också att grupper av test tenderade att samvariera med varandra. Till exempel brukar en person som är bra på att lägga pussel också vara ganska bra på att bygga med klossar; man gissar då att lösandet av de två testen använder underliggande förmågor som gemensamma och att samma kognitiva funktion används i båda fallen. På samma sätt brukar den som har ett stort ordförråd också kunna ange väldigt många alternativa innebörder av ett visst ord, men behöver inte vara duktig på pussel för det. 
I enlighet med detta pekar Wechsler-testen ut två av varandra relativt oberoende delskalor inom intelligensmätningen: Det man kallar för Verbal IQ, alltså språklighet, respektive Performance IQ, alltså "prestation", eller icke-språklig IQ. Denna uppdelning har ett visst psykometriskt stöd, men ett svagare teoretiskt.

### Triarkisk intelligensteori
Raymond Cattell har föreslagit (1971) en uppdelning av intelligensen i Flytande (Fluid) respektive Kristalliserad (Crystallized) intelligens.
Flytande intelligens refererar till en tänkt förmåga att dra slutsatser, finna mönster i osorterad data av godtycklig sort, mönsterigenkänning, allt relativt oberoende av tidigare kunskaper inom något område. Kristalliserad refererar till en förmåga att använda tidigare inlärda kunskaper och gjorda erfarenheter på ett smart sätt. Detta kräver naturligtvis ett gott långtidsminne men är något annat än minnet självt. Slutligen antas de två formerna vara relativt oberoende av varandra.
De senast publicerade versionerna av Wechsler-test innehåller omfattande revisioner av testurval, där utgivaren tagit stor hänsyn till Cattells intelligensteori. Denna kallas även CHC-modellen. 

### Multimodal intelligensteori
Enligt Howard Gardner finns det olika typer av intelligens, och då inte bara två. I sin ursprungliga teori (1982) identifierade Gardner sju sorters intelligenser: lingvistisk (språklig), logisk-matematisk, spatial (rumslig), kroppslig-kinestetisk, musikalisk, interpersonell (social) och intrapersonell (reflekterande) intelligens.
I senare teoretiserande pratade han även om naturalistisk intelligens och existentiell intelligens.
Andra försök att bredda synen på intelligens har varit att utveckla idén om intelligenskvot (IQ) med tankar om emotionella och själsliga kvoter, EQ och SQ.

## Beteendeanalytisk syn på intelligensbegreppet
Beteendeanalytiker menar att intelligens bör betraktas enbart som en uppsättning yttre och inre beteenden som beror på den kontext som individen befinner sig i. Man motsätter sig därmed den traditionella synen på intelligens som en fast och opåverkbar kvantitet som man har i olika hög utsträckning. Man menar att genom funktionella analyser kan analysera och påverka de beteenden som utgör intelligensbegreppet.

## Intelligens och kön
Män har en större varians i IQ än kvinnor, vilket innebär att det finns fler extremt hög- och lågpresterande bland män än bland kvinnor vad gäller vissa förmågor. Antalet förståndshandikappade män (med IQ under 70) är 3,6 gånger fler än bland kvinnor, vilket har tolkats som att gener som kodar för förståndshandikapp ofta tillhör X-kromosomen. Mäns större varians kan också bidra till att förklara att det är fler högpresterande pojkar än flickor på matematikprov.
Det finns även små genomsnittliga skillnader mellan mäns och kvinnors intelligensprofiler, och det är en kontroversiell fråga om detta kan förklara skillnader i beteende och intresseområden. De genomsnittliga könsskillnaderna har liten betydelse för en individs intelligensprofil i jämförelse med individuella skillnader i genetiska arvsanlag och skillnader i näringsriktig kost och stimulans under de tidiga uppväxtåren. De genomsnittliga könsskillnader i olika aspekter av intelligens som ändå kan mätas kan dels förklaras med biologiska könsskillnader i hormoner och hjärnstruktur, dels med könsskillnader i social inlärning och socialt kön.

## Intelligens och ärftlighet
Det har gjorts många undersökningar som syftar till att ta reda på hur stor del av skillnaden i intelligens mellan olika människor som beror på ärftliga faktorer. När det handlar om människor av liknande härkomst och uppväxtförhållanden inom en så kallad population så brukar resultatet bli en heritabilitet på någonstans mellan 0.5 och 0.7 för intelligens.. Det har dock framförts att siffrorna för heritabilitet som överstiger 0.5 beror på statistiska artefakter. Då heritabilitet är ett mått på förklarad varians kan måttet påverkas av tillgänglig variation i respektive förklarande faktor.
Givet vissa förutsättningar, som ibland ifrågasätts, så innebär en heritabilitet på 0.5 för intelligens att barnen till två föräldrar som båda är tio procent smartare än genomsnittet för populationen som helhet i genomsnitt kommer bli fem procent smartare än genomsnittet för populationen som helhet. Föräldrar som är intelligentare än genomsnittet får barn som är intelligentare än genomsnittet och föräldrar som är mindre intelligenta än genomsnittet får barn som är mindre intelligenta än genomsnittet, men barnen förväntas hamna närmare genomsnittsintelligensen än sina föräldrar. Detta är ett exempel på ett  generellt fenomen som brukar kallas för regression mot medelvärdet.

## Intelligens och hjärnstorlek
Försök att skatta ett eventuellt samband mellan intelligens och hjärnstorlek har gett väldigt skiftande resultat. Resultatet beror lite på vad man menar med intelligens och hur man mäter den. På senare år har utvecklingen av MRI gjort det lättare att mäta hjärnstorleken hos levande människor. Vanliga skattningar på korrelationen mellan hjärnstorlek och intelligens ligger på mellan 0.24 och 0.4.

## Intelligens och etnicitet
Än mer kontroversiellt är att studera etniska skillnader i uppmätt intelligens, även om flera försök har gjorts. Resultat vid testning med vanliga test som Ravens matriser varierar mellan olika folkgrupper i olika länder. Ett problem med denna slags studier är att olika samhällen utvecklar olika förmågor, anpassade till lokala levnadsmönster, varför det är svårt att avgöra huruvida skillnader påvisar medfödda anlag eller sociala betingelser. Näringstillförsel under uppväxtåren och tillgång till skolundervisning varierar mellan länderna och utgör också problem när man försöker utröna hur stor del av de uppmätta skillnaderna som är genetiskt betingade. I mätningar där personer med motsvarande utbildningsnivåer jämförs med varandra är skillnaderna i resultat mycket små.

## Intelligens i Sverige
Sverige har allt sedan 1901 och införandet av den allmänna värnplikten, som sedermera omformats till allmän totalförsvarsplikt, gedigen erfarenhet av olika slags anlags- och lämplighetstest. Alla unga svenska män som mönstrat har skapat en enorm erfarenhet i sammanhanget. Det är få institutioner i världen som likt det svenska Pliktverket dokumenterat en halv befolknings intelligens på ett enhetligt sätt.

## IQ-föreningar
Det finns flera föreningar för personer med hög IQ, av vilka Mensa, en internationell ideell organisation, är den mest kända. Det är en förening för personer som på IQ-test presterat ett resultat som ligger bland de två översta procenten i befolkningen. När Mensa startades 1946 fanns idéer om att de intelligenta skulle bilda en hjärntrust som kunde hjälpa världen framåt, men idag fungerar föreningen mest som en sällskapsförening. Mensa har dock kunnat räkna in ett stort antal kända personer bland sina medlemmar, som Isaac Asimov, Jodie Foster och Joyce Carol Oates.
Det finns flera andra liknande föreningar. Den mest extrema, Giga Society, kräver ett IQ på 196, vilket teoretiskt sett endast kan uppnås av en miljarddel av världens befolkning. Svensken Andreas Gunnarsson är en av de sex medlemmarna.
Ett bland psykologer vanligt huvudbry är hur man burit sig åt för att uppmäta dessa extrema värden. De vanligaste intelligenstesten, som Stanford-Binet eller WAIS, är normerade på tillräckligt stora jämförelsegrupper för att finna ett någorlunda tillförlitligt medelvärde för de flesta normalbegåvade. Man kan också någorlunda säkert urskilja stora avvikelser från normalvärdet och fastslå att en person är mycket svagt begåvad (alltså får ett testresultat som är mer än två standardavvikelser från normgruppens medelvärde). Man kan med väletablerade test däremot inte säga annat än om det presterade resultatet är mer än normalt.
Mer att läsa om detta finns i en:High_IQ_society där taket för standardiserade tester anges till ungefär 99,9 % percentilen, vilket motsvarar IQ knappt 150. Detta betyder att uppgifter om IQ över 150 bör bedömas med en nypa salt.

## Kontroverser
Intelligens attraherar mångas nyfikenhet och det är ett begrepp med enorm värdeladdning i flera moderna kulturer. Begreppet är också ett av de mest omstridda, som nämnts tidigare i frågor om skillnader på kön eller etnicitet. Om någon bedöms professionellt som "intelligent" eller "ointelligent" kan detta få mycket allvarliga konsekvenser för den människan. Hur begreppet används i kliniskt eller pedagogiskt arbete debatteras flitigt och är ständigt föremål för prövningar och trender.
Stora debatter i ämnet har brutit ut flera gånger. Det har rört frågor som intelligensens förhållande till etniska grupper, till kön och till ärftlighet, för att nämna några ständigt aktuella områden. 
Richard Herrnstein och Charles Murray skapade en enorm debatt med sin 1994 publicerade The Bell Curve. De tyckte sig kunna hänföra en avsevärd mängd sociala fenomen till intelligensen. Framgång i yrkeslivet, barn utanför äktenskap, kriminalitet, skolbetyg, lön bland annat. Detta var minst sagt kontroversiella påståenden som argumenterats mycket emot. Det debatten hettade till kring var främst deras påståenden att de tyckte sig finna dels argument för en tydlig uppdelning mellan raser i USA, dels att de hävdade existensen av en kognitiv elit och som dessutom "drog ifrån", alltså att skillnaden mellan de intelligenta och de ointelligenta ökade.
Paleontologen Stephen Jay Gould som lämnat betydelsefulla bidrag till biologin och evolutionsteorin, var i sin bok Den felmätta människan 1981 (sv. övers. 1983) mycket skeptisk till allt vad intelligensmätning heter och den forskning som producerades inom området. Han jämställde det med mätningar av kranier och de slutsatser man försöker dra på grundval av sådana mätningar. Han riktar sin lans mot vad han uppfattar är kvasibiologi och löjliga försök att biologisera sociala fenomen (eller problem), alltså biologisk determinism. Genomgående ställer han sig ytterst tveksam till flera antaganden, ofta av statistisk natur, som görs inom intelligensforskning. Framför allt kanske kring i hans tycke lättviktiga slutsatser som dras på grundval av korrelationsanalyser.
Efter att The Bell Curve publicerats kom The Mismeasure of Man ut i ny redigerad utgåva, som en direkt replik och debatten fortsatte. 
Likheter i kritiken mot Herrnstein & Murray respektive Gould är att de anklagades för att göra selektiva urval av data och påståenden om att de drevs av dolda politiska agendor, något de själva går till strid emot i sina respektive verk.
Beträffande selektiva urval är följande värt att notera. Ett av Goulds viktigare exempel i The Mismeasure of Man är att det enligt Gould förekommit felaktigheter i analys av kraniekapaciteter gjorda av en forskare Samuel Morton på 1800-talet (“unconscious manipulation of data may be a scientific norm”). Det har i stället ironiskt nog visat sig vara Gould som gjort en felaktig analys.